# سيبيلا شفارتز
سيبيلا شفارتز (بالألمانية: Sibylla Schwarz)‏ (14 فبراير 1621، غرايفسفالد في ألمانيا - 31 يوليو 1638، غرايفسفالد في ألمانيا)؛ كاتِبة وشاعرة ألمانية.